# Kitterland
Kitterland (tiếng Man: Famman Kitterland, 'cái đuôi của đảo Rocky')  là một tiểu đảo ở Calf Sound, giữa đảo Man và Calf of Man trên biển Ái Nhĩ Lan, thuộc quyền sở hữu của Manx National Trust.
Là một hòn đảo không người ở, nơi đây có rất nhiều chim và sinh vật biển sinh sống.

## Truyền thuyết
Truyện kể lại có một người Na Uy tên Baron Kitter  cai trị đảo Man. Sau khi đã săn bắt xong tất cả nai, bò rừng bizon, nai sừng tấm trên hòn đảo của mình, ông ta chèo thuyền tới Calf of Man.  Khi đang ở Calf thì thành của ông tại Barrule bị cháy. Ông chạy vội về nhà, nhưng tới gần một tiểu đảo ở Calf Sound, thuyền ông ta bị nạn và ông bị chết đuối. Vì thế nơi này từ đó về sau có tên là Kitterland.
Theo truyền thuyết của người Man , sau khi trèo thuyền tới Calf, Baron Kitter đã săn bắt sạch thú rừng ở đó. Người dân tại Mann lo sợ rồi đây ông ta sẽ đi săn tại vùng đất của mình. Họ nhờ những mụ phù thủy khôn ngoan nhất trên đảo đến giúp. Ada nhận lời. Khi Baron Kitter đang ở Calf, đầu bếp của ông ta - Eaoch of the Loud Voice - ngủ quên.  Phù thủy Ada niệm chú lên cái nồi: Nước sôi trào ra, lửa lan rộng làm cho cả thành bị cháy.
Bằng hữu của Kitter tại Calf tố cáo Eaoch thông đồng với Ada để giết hết những người dân Na Uy trong thành. Eaoch bị tạm giam cho tới khi vua Na Uy Olaf xử y tội chết. Tục lệ ở Na Uy cho phép tử tù chọn cách chết, do đó Eaoch nói hắn ta muốn bị chặt đầu bằng thanh kiếm của nhà vua khi đầu hắn đặt trên chân của vua. Thanh gươm này - Macabuin, được làm bởi Loan Maclibuin the Dark Smith of Drontheim, có thể cắt đứt những tảng đá granite cứng nhất bằng cách chỉ cần chạm vào nó.  Người dân Na Uy nghĩ đức vua sẽ từ chối. Nhưng vị vua không rút lại lời của mình. Ông cho phép việc xử tử được diễn ra. Tuy nhiên, phù thủy Ada có mặt ở đó. Bà ta bảo người dân xếp chín lần chín da cóc, nhánh cây cuirn và trứng rắn vipe trên chân nhà vua. Thanh gươm chạm vào cổ Eaoch, đầu hắn liền lìa ra. Thanh gươm cũng cắt xuyên qua trứng rắn vipe và các nhánh cây cuirn. Chỉ có đám da cóc mới cứu được đôi chân vị vua.

## Tra cứu
1. ↑  Manx Fairy Tales, Peel, L. Morrison, 1929